# Amata sintenisi
Amata sintenisi är en fjärilsart som beskrevs av Standfuss 1892. Amata sintenisi ingår i släktet Amata och familjen björnspinnare. Inga underarter finns listade i Catalogue of Life.